# کارلوتا اسکوتیا دوتی
کارلوتا اسکوتیا دوتی (اسپانیایی: Carlota Escutia Dotti‎؛ زادهٔ ۱۹۵۸) دانشمند و زمین‌شناس اسپانیایی است که بیشتر به خاطر کارهایش در زمینه مقیاس زمانی زمین‌شناسی قطب جنوب و نقش جهانی پوشش یخسار جنوبگان شناخته می‌شود. اسکوتیا در مؤسسه علوم زمین اندلس دانشگاه گرانادا و شورای عالی تحقیقات علمی اسپانیا (CSIC) مشغول به کار است.

## اوایل زندگی و تحصیلات
کارلوتا اسکوتیا دوتی در سال ۱۹۵۹ در مونزون (اوئسکا) در اسپانیا به دنیا آمد. اسکوتیا ابتدا در سال ۱۹۸۲ مدرک کارشناسی خود را در زمینهٔ زمین‌شناسی دریافت کرد و سپس در سال ۱۹۸۵ مدرک کارشناسی ارشد در زمین‌شناسی را از دانشگاه خودگردان بارسلونا گرفت. دکترای او در سال ۱۹۹۲ از دانشگاه بارسلونا در زمینه چینه‌شناسی، رسوب‌شناسی در محیط‌های رسوبی به او اعطا شد.

## حرفه و تأثیر
پژوهش اسکوتیا بر چینه‌شناسی زلزله و رسوب‌شناسی حاشیه‌های قاره‌ای سنگ آواری در عرض‌های جغرافیایی بالا و پایین متمرکز است و موضوعاتی همچون تغییرات زیست‌محیطی و دیرین‌اقلیم‌شناسی جهانی، مخاطرات زمین‌شناسی و ارزیابی منابع را دربر می‌گیرد. او مشارکت‌های مهمی در درک نحوه رشد و ذوب صفحه یخ قطب جنوب در ۳۵ میلیون سال گذشته داشته است، همچنین اطلاعات حیاتی در مورد ثبت رسوبی تغییرات اقلیمی در قطب جنوب فراهم کرده است. علاوه بر مقالات علمی‌اش، اسکوتیا همچنین گزارش‌های علمی و برنامه‌ریزی را تألیف کرده و سخنرانی‌های کلیدی و عمومی نیز داشته است.
در طول شغل حرفه‌ای خود، او به‌عنوان یک زمین‌شناس دریایی در شورای عالی تحقیقات علمی اسپانیا (CSIC)، مؤسسه علوم دریا بارسلونا (اسپانیا)، از ۱۹۸۴ تا ۱۹۸۵، به‌عنوان پژوهشگر مهمان در دانشگاه استنفورد از ۱۹۹۴ تا ۱۹۹۵، به‌عنوان پژوهشگر پسادکترا در سرویس زمین‌شناسی ایالات متحده از ۱۹۹۵ تا ۱۹۹۷، به‌عنوان دانشمند مهمان در سازمان زمین‌شناسی ایالات متحده آمریکا از ۱۹۹۷ تا ۱۹۹۸، به‌عنوان استاد کمکی در دانشگاه ایالتی کالیفرنیا از ۱۹۹۶ تا ۲۰۰۲، به‌عنوان مدیر پروژه / دانشمند پژوهش‌گر در برنامه حفاری اقیانوس - دانشگاه تگزاس ای‌اندام از ۲۰۰۱ تا ۲۰۰۲ و به‌عنوان محقق در پروژه «رامون ئی کاخال» در شورای عالی تحقیقات علمی از ۲۰۰۲ تا ۲۰۰۵ فعالیت کرده است. او از ۱۹۹۵ تا ۲۰۰۲ میلادی هماهنگ‌کننده گروه کاری منطقه‌ای پروژه آنستواسترات (چینه‌شناسی صوتی سواحل قطب جنوب) بوده است. وی همچنین دانشمند ارشد اروپایی در برنامه تحقیقاتی حفاری اقیانوس یکپارچه (IODP) در «اکتشاف ۳۱۸: تکامل صفحه یخ» بوده است که در آن هسته‌های دریایی عمیق از ساحل ویلز در قطب جنوب از ۲۰۰۸ تا ۲۰۱۳ جمع‌آوری شده است. او به‌طور قابل توجهی به درک تکامل زمین‌شناسی قطب جنوب و نقش پوشش یخی قطب جنوب در جهان ما کمک کرده است.
پروژه‌های دیگر شامل موضوعات ارتباطات دریایی-خشکی در طول تغییرات اقلیمی جهانی گذشته (۲۰۰۴–۲۰۰۵)، «تکامل اقلیمی قطب جنوب: یک ابتکار پژوهشی بین‌المللی» برای مطالعه تاریخ اقلیمی و یخی قطب جنوب از طریق مدل‌سازی دیرین‌اقلیم‌شناسی و یخچال‌ها که با ثبت زمین‌شناسی برای پروژه SCAR (۲۰۰۴ تا کنون) یکپارچه شده است، تکامل اقلیمی قطب جنوب در جریان «سال قطب‌نوردی بین‌المللی»، ماشین‌آلات اقلیمی دوقطبی - مطالعه تعامل فرآیندهای قطب شمال و قطب جنوب در هدایت و تقویت اقلیم جهانی که در بایگانی‌های دیرین‌اقلیم‌شناسی ثبت شده است و اهمیت آن برای تولید برآوردهای واقعی از تغییرات اقلیمی آینده و سطح دریا در طول «سال قطب‌نوردی بین‌المللی» و «تکتونیک صفحات و دروازه‌های قطبی در تاریخ زمین‌شناسی» در جریان «سال قطب‌نوردی بین‌المللی».
او از سال ۱۹۹۶ عضو گروه برنامه‌ریزی دقیق قطب جنوب در مؤسسات جی‌اوآی‌دی‌ئی‌اس رزولوشن بوده است، از سال ۲۰۰۱ رئیس گروه کاری تغییرات اقلیمی شدید و آپلاکون (پلتفرم‌های جایگزین به عنوان بخشی از برنامه حفاری اقیانوس یکپارچه) در لیسبون بوده است و نماینده برنامه حفاری دانشگاه تگزاس ای‌اندام در پنل ارزیابی علمی محیط از ۱۹۹۹ تا ۲۰۰۲ بوده است. او از سپتامبر ۲۰۰۲ تا کنون عضو «پکیج کاری ابتکار مشترک حفاری اقیانوس اروپا - ۷ گروه کاری» است و همچنین در هیئت تحریریه برنامه حفاری اقیانوس (ERB) از ۱۹۹۸ تا کنون خدمت می‌کند. او عضو پنل بررسی سایت‌های برنامه حفاری یکپارچه اقیانوس به نمایندگی از کنسرسیوم اروپایی اقیانوس و همچنین عضو پژوهش حفاری (ECORD) از ۲۰۰۲ تا ۲۰۰۵ بوده است. وی همچنین عضو اتحادیه ژئوفیزیک آمریکا از سال ۱۹۹۸ تا کنون و عضو انجمن زمین‌شناسی رسوبی آمریکا از ۱۹۹۸ تا کنون است.
در کنفرانس علمی کمیته علمی تحقیقاتی قطب جنوب در سال ۲۰۱۴، از او دعوت شد تا سخنرانی کلیدی با موضوع «کشف دینامیک گذشته اقلیم و یخچال‌ها از ثبت‌های رسوبی» ارائه دهد. او رئیس مشترک و عضو کمیته هدایت برنامه تحقیقاتی علمی در مورد دینامیک یخچال‌های قطب جنوب در گذشته بود، همچنین عضو گروه تغییرات اقلیمی قطب جنوب در قرن ۲۱ است و یکی از نمایندگان اسپانیا در گروه علمی دائمی زمین‌شناسی اِسکار می‌باشد. اسکوتیا همچنین در پروژهٔ «اسکن پس‌روی افق هورایزن» حضور داشت. از سال ۲۰۰۵، او به عنوان دانشمند پژوهشی وابسته در شورای عالی تحقیقات علمی ایپانیا فعالیت کرده است، در حالی که همچنین به عنوان استاد در برنامه دکتری در دانشگاه گرانادا کار می‌کند. او همچنین به عنوان همکار، عضو یا پژوهشگر اصلی در برنامه‌ها و تحقیقات علمی متعدد فعالیت کرده است.